# Michael Brandon
Michael Brandon (New York, 20 april 1945) is een Amerikaanse acteur.
Brandon werd geboren als Michael Feldman. Op zijn negende jaar verhuisde de familie naar Valley Stream (New York), waar hij de Memorial Junior High en daarna de Valley Stream Central High School bezocht.
Brandon is vooral bekend van de Britse tv-serie Dempsey and Makepeace en Dinotopia, de films Quattro mosche di velluto grigio (1971), FM (1978), en A Change of Seasons (1980) en de toneelstukken Does a Tiger Wear a Necktie? en Jerry Springer - The Opera.
Sinds zijn verblijf in Engeland werkte hij in The Bill, Trial and Retribution, en Dead Man Weds.
In 2003 begon hij de Amerikaanse versie van Thomas the Tank Engine and Friends in te spreken, wat hij tot 2007 deed.
In februari 2008 begon hij zijn radio show op City Talk, een lokaal radiostation in Liverpool.
Van 1976 tot 1979 was Brandon getrouwd met actrice Lindsay Wagner. In november 1989 trouwde hij met actrice Glynis Barber, zijn tegenspeelster in Dempsey and Makepeace. Zij hebben een zoon en leven in het Verenigd Koninkrijk.